# حشره‌خوار ایبریایی
 حشره‌خوار ایبریایی (نام علمی: Sorex granarius) نام یک گونه از سرده حشره‌خوارهای دم‌دراز است.